# Fontenay-aux-Roses
Fontenay-aux-Roses je francouzské město v departementu Hauts-de-Seine v regionu Île-de-France. Od centra Paříže je vzdálené 8,6 km.

## Geografie
Sousední obce: Bagneux, Châtillon, Clamart, Le Plessis-Robinson a Sceaux.

## Historie
Město bylo v 17. století exklusivním dodavatelem růží na dvůr Ludvíka XIV.

## Vývoj počtu obyvatel
Počet obyvatel

## Doprava
Město je s Paříží spojeno příměstskou železniční linkou RER B.

## Partnerská města
- Antananarivo, Madagaskar, 2003
- Borehamwood, Spojené království, 1982
- Wiesloch, Německo, 1974